# کاریون کروس
کاریون کروس (انگلیسی: Karrion Kross؛ زادهٔ ۱۹ ژوئیهٔ ۱۹۸۵) کشتی‌گیر کشتی حرفه‌ای اهل ایالات متحده آمریکا است.